# Lothaire I
Lotharius I (tiếng Pháp: Lothaire Ier, tiếng Đức: Lothar I., tiếng Ý: Lotario I; 795 - 29 tháng 9 năm 855) là một Hoàng đế La Mã Thần thánh (817–855), Lãnh chúa Bavaria (815–817), vua Ý (818–855) và Trung Francia (840–855). Lotharius là trưởng nam của Hoàng đế Ludovicus Pius nhà Carolus và chính thất Ermengarde xứ Hesbaye, con gái của công tước Ingerman xứ Hesbaye. Có đôi lần cùng các anh em ruột là Pippinus xứ Aquitania và Ludovicus xứ Germania đã nổi dậy phản đối quyết định của phụ hoàng Ludovicus Pius ban cho người em cùng cha khác mẹ là Carolus xứ Alemannia quyền đồng thừa kế các lãnh thổ người Frank. Sau khi vua cha băng hà, Carolus và Ludovicus lại cùng nhau hợp lực chống lại Lotharius trong một cuộc nội chiến kéo dài ba năm (840–843). Cuộc chiến huynh đệ tương tàn đã trực tiếp dẫn đến sự sụp đổ của Đế chế Francia do ông nội Carolus Magnus gây dựng, đặt nền móng cho sự hình thành của các nước Pháp và Đức hiện đại.

## Những năm đầu đời và trị vì

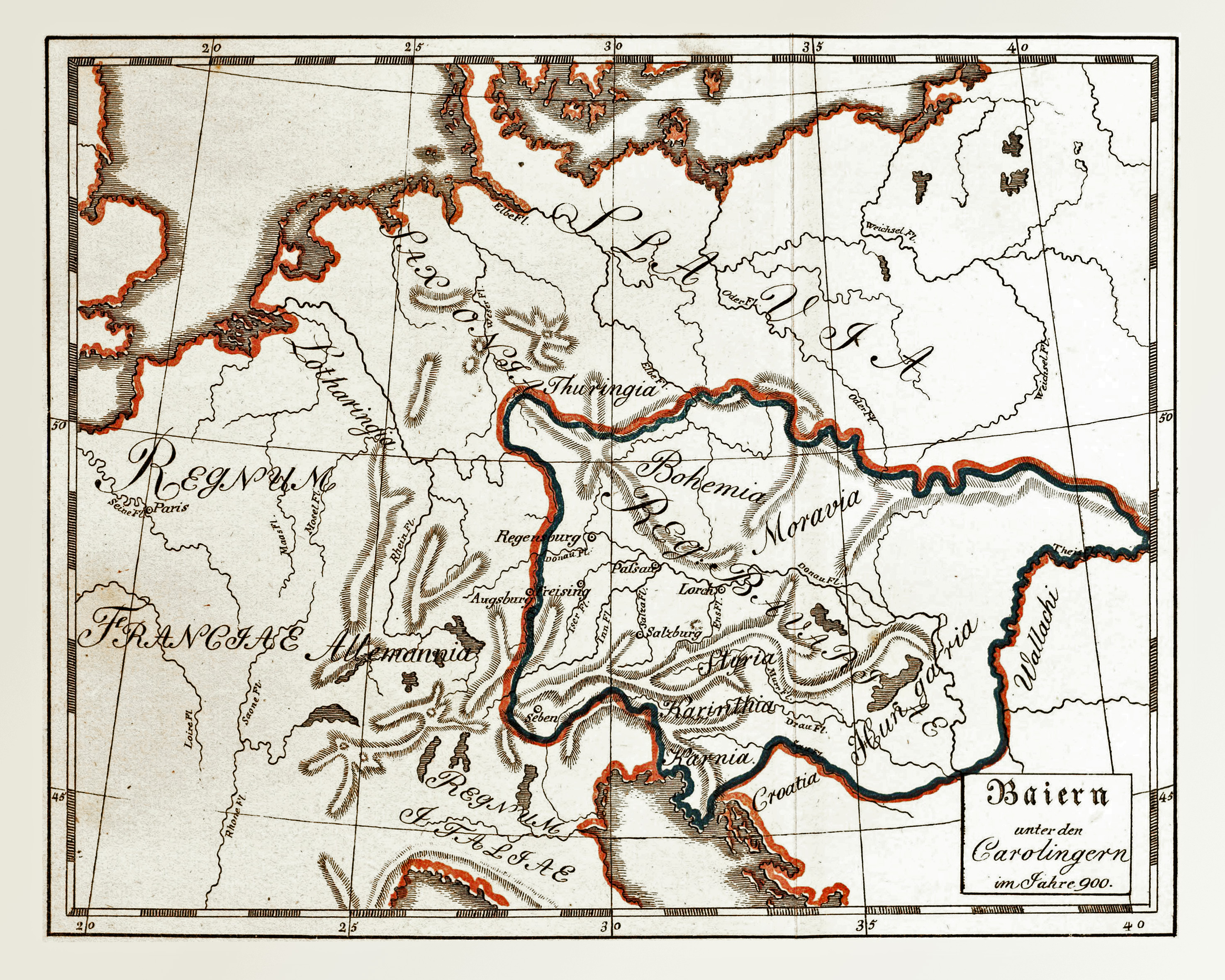
Vương quốc Bavaria

Lotharius sinh năm 795, là con trai của Ludovicus Pius và Ermengarde xứ Hesbaye. Cha ông là con trai của Hoàng đế đang trị vị thời đó, Carolus Magnus. Người ta biết rất ít về cuộc sống ban đầu của Lotharius, có lẽ ông đã trưởng thành từ triều đình của ông nội Carolus Magnus. Năm 814, Carolus Magnus qua đời và để lại đứa con trai hợp pháp duy nhất còn sống sót Ludovicus Pius làm người kế vị đế chế rộng lớn của mình. Năm sau, Lotharius sẽ được phái đến cai quản Bavaria thay mặt cho cha mình, tân hoàng đế. Năm 817, Ludovicus Pius đã ra sắc chỉ Ordinatio Imperii. Cũng trong thời gian đó, Ludovicus đã chỉ định Lotharius là người thừa kế chính của mình và ra lệnh rằng Lotharius sẽ là người thừa kế của hai người con trai nhỏ của ông là Pippinus (20 tuổi) và Ludovicus (13 tuổi), cũng như cháu trai (anh em họ của Lotharius) là Bernardus, trong trường hợp những người này qua đời mà không có con. Lotharius, 22 tuổi, sau đó được trao vương miện chung bởi cha mình tại Aachen. Đồng thời, các xứ Aquitania và Bavaria được trao tương ứng cho anh em Pippinus và Ludovicus, như là những vương quốc vệ tinh. Sau khi ý định ly khai bị bại lộ, Bernardus đã bị Ludovicus diệt trừ. Xứ Italia được nhập vào lãnh thổ của Lotharius.Năm 821, Lotharius kết hôn với Ermengarde (mất 851), con gái của Hugh, Công tước xứ Tours.
Năm 822, ông đến tiếp nhận ngai vị của xứ Italia vào lễ Phục sinh. Ngày 5 tháng 4 năm 823, ông lại lên ngôi hoàng đế bởi Giáo hoàng Pascalê I, lần này tại Roma. Vào tháng 11 năm 824, Lotharius ban hành một đạo luật, Constitutio Romana, liên quan đến mối quan hệ của giáo hoàng và hoàng đế dành quyền lực tối cao cho thế lực thế tục, và sau đó ông đã ban hành nhiều sắc lệnh khác nhau cho chính phủ tốt của Italia.
Khi Lotharius quay lại triều đình của cha mình, mẹ kế Judith đã giành được sự đồng ý của ông đối với kế hoạch bảo vệ vương quốc cho con trai Carolus, một kế hoạch được thực hiện vào năm 829, khi hoàng tử trẻ được trao xứ Alemannia để cai trị. Lotharius, tuy nhiên, đã sớm thay đổi thái độ và trải qua thập kỷ tiếp theo trong cuộc xung đột liên tục về việc chia rẽ Đế chế với cha mình. Ông là chủ nhân của Đế quốc, và bị trục xuất và giam cầm tại Ý, trong một lần cầm vũ khí liên minh với anh em của ông và tại một cuộc chiến khác chống lại họ, trong khi giới hạn của vương quốc được chỉ định của ông lần lượt được mở rộng và giảm bớt.

## Gia đình
Ông kết hôn với Ermengarde xứ Tours vào năm 821, mất vào năm 851.
- Louis II (825–875) Lên ngôi vua Ý năm 844 bỏi Giáo hoàng Sergius II. Trở thành hoàng đế năm 850. Cưới Engelberga.
- Hiltrude (826–865) Married Berengar xứ Spoleto.
- Bertha (c. 830–852)Kết hôn với một người đàn ông lạ mặt, nhưng sau đó là Nữ tu viện trưởng xứ Avenay.
- Gisela (c. 830–856) abbess of San Salvatore at Brescia[5]
- Lothair II (835–869) Kế vị cha mình. Cưới Teutberga, con gái của Boso the Elder, con gái của Bá tước xứ Arles.
- Rotrude (c. 840) Cưới Lambert III xứ Nantes.
- Charles (845–863) Chiếm lấy Provence, Lyon và Transjuranian Burgundy..

Một con ngoài giá thú được biết đến.

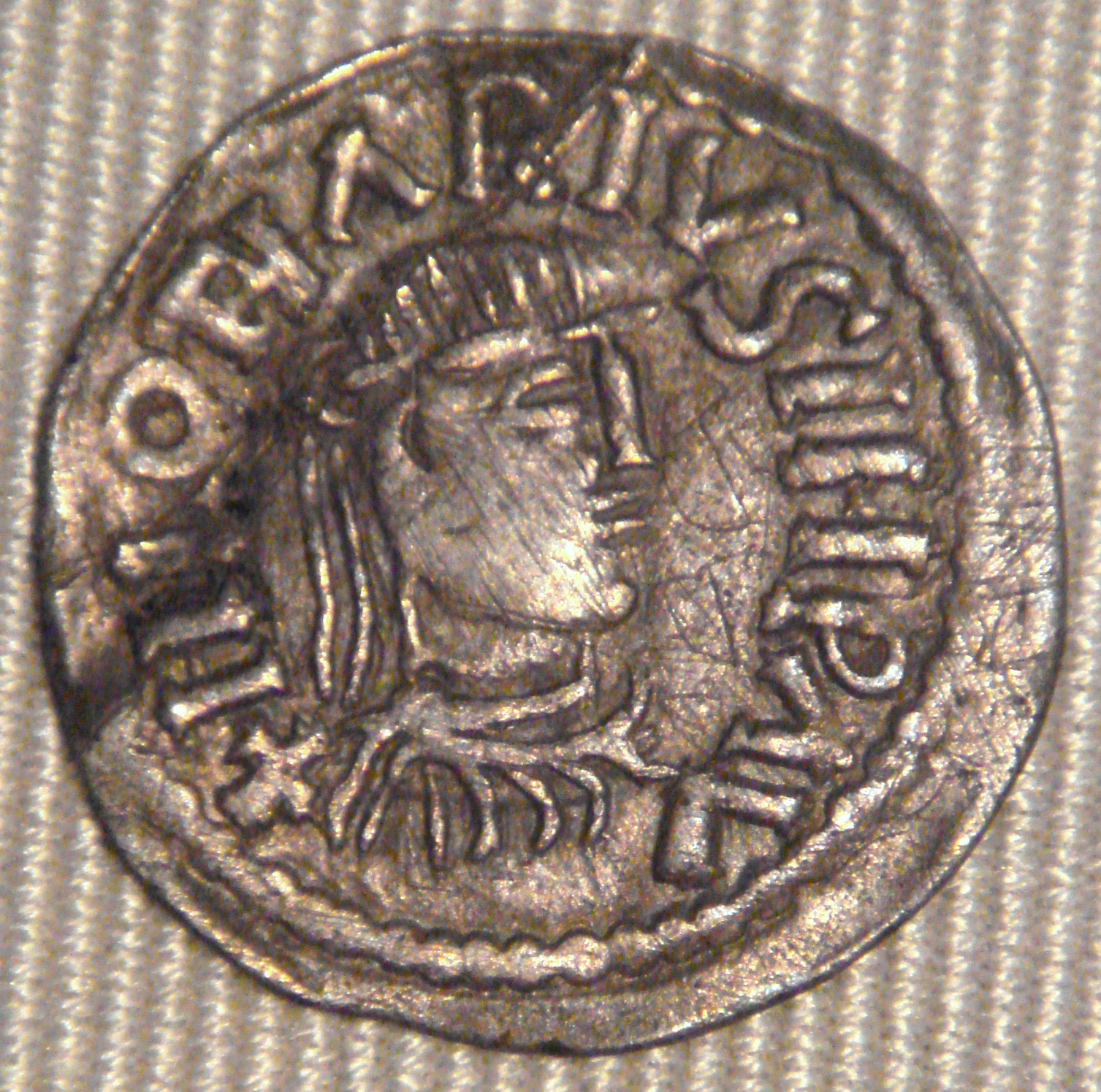
Denarius của Lothair I, từ 840–55

- Carloman (? – mất năm 853)

## Cái chết và hậu quả

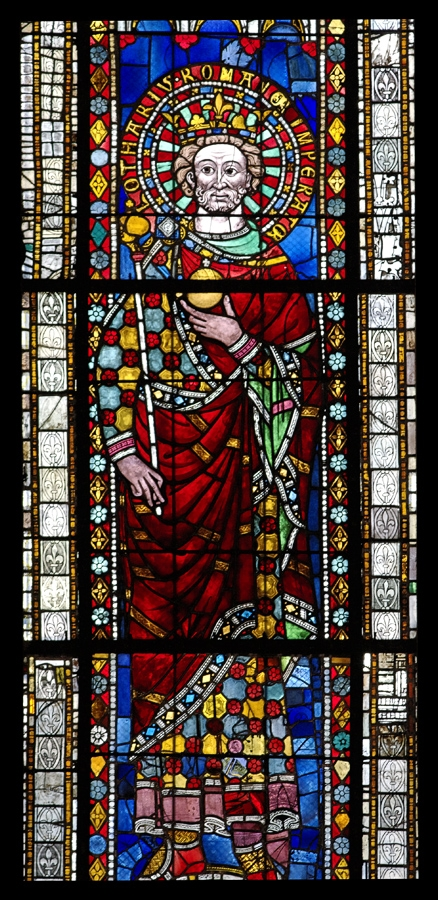
13th-century stained glass depiction of Lothair, Strasbourg Cathedral

Năm 855, ông bị bệnh nặng và tuyệt vọng phục hồi đã từ bỏ ngai vàng, chia đất đai giữa ba người con trai vào ngày 23 tháng 9, vào tu viện Prüm, nơi ông qua đời sáu ngày sau đó. Ông được chôn cất tại Prüm, nơi tìm thấy hài cốt của ông vào năm 1860. Chính tại Prüm, Lotharius được tưởng niệm nhiều nhất.
Cùng năm đó, vương quốc của Lotharius bị chia rẽ giữa ba người con trai của ông trong một thỏa thuận được gọi là Hiệp ước Prüm: người lớn nhất, Ludovicus II, nhận được xứ Italia và danh hiệu hoàng đế; người thứ hai, Lotharius II, nhận được xứ Lotharingia; người trẻ nhất, Carolus II, nhận được xứ Provincia.